# ナルディライジン
ナルディライジン(Nardilysin、EC 3.4.24.61)は、酵素である。この酵素は、-Xaa-Arg-Lys-やまれに-Arg-Arg-Xaa-の結合を選択的に加水分解する反応を触媒する。ここで、Xaaは、アルギニン(Arg)及びリシン(Lys)以外のアミノ酸である。
この酵素は、ラットの脳や精巣に存在する。